# Africains en Roumanie
Les Africains en Roumanie sont des Roumains d’origine africaine ou des Africains vivant en Roumanie. Les populations afro-roumaines sont principalement concentrées dans les grandes villes de Roumanie. Des Africains immigre en Roumanie depuis l'époque communiste.
La majorité des Afro-Roumains sont d'origine mixte, étant généralement les enfants d'un parent roumain et d'un étudiant africain venu en Roumanie. Nicolae Ceaușescu avait un projet pour éduquer les élites africaines. La plupart des Africains qui ont étudié en Roumanie pendant l'ère Ceaușescu venaient de pays d'Afrique subsaharienne tels que la République centrafricaine, le Soudan, la RDC, la République du Congo,,,, et d'autres États, principalement d'Afrique de l'Ouest et d'Afrique équatoriale, avec lesquels Ceaușescu a développé des relations étroites, ainsi que du Maghreb (voir Arabes en Roumanie).
Depuis le début des années 60, des jeunes du monde entier sont venus étudier en République socialiste de Roumanie. Les dirigeants de l'État communiste voulaient nouer des liens d'amitié mutuelle avec différents pays. On estime que pendant la période communiste, environ 10 000 jeunes Soudanais étudiaient en Roumanie.
Après la chute du communisme, le nombre d'Afro-Roumains a augmenté,. Actuellement, en Roumanie, la plupart des Africains sont des étudiants, des réfugiés, des travailleurs invités ou des enfants de familles mixtes composées d’un parent roumain et d’un étudiant ou d’un travailleur africain venu en Roumanie. En 2020, les demandeurs d’asile originaires de Somalie et d'Érythrée représentaient la 6e et 9e parmi les demandeurs d’asile en Roumanie.

## Démographie et zones
À Bucarest, bien que les Afro-Roumains vivent dans tous les quartiers de la ville, la plupart d'entre eux sont concentrés dans les quartiers de Giurgiului et de Baicului.
Le nombre de personnes d’origine africaine est inconnu, car la Roumanie ne tient pas de statistiques sur le sujet. Selon les estimations de l'ONU à la mi-2020, la plupart des immigrants en Roumanie en provenance du continent africain sont originaires d'Afrique du Nord, les pays les plus courants étant la Tunisie (2 000), le Maroc (1 000), l'Algérie (1 000) et l'Égypte (1 000) (ce sont les seuls pays africains répertoriés dans cette étude).

## Personnalités afro-roumaines

### Créateurs de mode
- Joseph Seroussi

### Modèle
- Agnès Matoko

### Musique
- Kamara Ghedi
- Veronica Tecaru
- Julie Mayaya
- Tobi Ibitoye

### Politiciens
- Gaston Bienvenu Mboumba Bakabana

### Sportif
- Nana Falemi – Footballeuse
- Jean-Claude Bozga - Footballeur
- Calvin Tolmbaye - Footballeur
- Baudoin Kanda - Footballeur
- Yasin Hamed – Footballeur
- Karim Adeyemi – Footballeur
- Benjamin Adegbuyi – Kickboxeur
- Stephen Hihetah - Joueur de rugby
- Giordan Watson - Joueur de basket-ball
- Uchechukwu Iheadindu - Joueur de basket-ball
- Annemarie Părău - Joueuse de basket-ball
- Chike Onyejekwe - Joueur de handball
- Nneka Onyejekwe - Joueuse de volley-ball
- Elizabet Inneh - Joueuse de volley-ball

### Télévision
- Cabral Ibacka
- Laura Nureldin
- Nadine Voindrouh
- Désirée Malonga
- Florina Fernandes